# 莫尔德 (北部省)
莫尔德（法語：Maulde，法語發音：[mold]）是法国上法兰西大区北部省的一个市镇，位于该省东部，属于瓦朗谢讷区。

## 地理
莫尔德（50°30'10"N, 3°25'57"E）面积5.18 平方千米，位于法国上法蘭西大區北部省，该省份为法国最北部的省份及最长的省份，西北濒北海，西接加来海峡省，南至埃纳省和索姆省，东与比利时接壤。
与莫尔德接壤的市镇（或旧市镇、城区）包括：布吕讷欧、坦圣阿芒、勒塞勒、北部省莫尔塔涅。

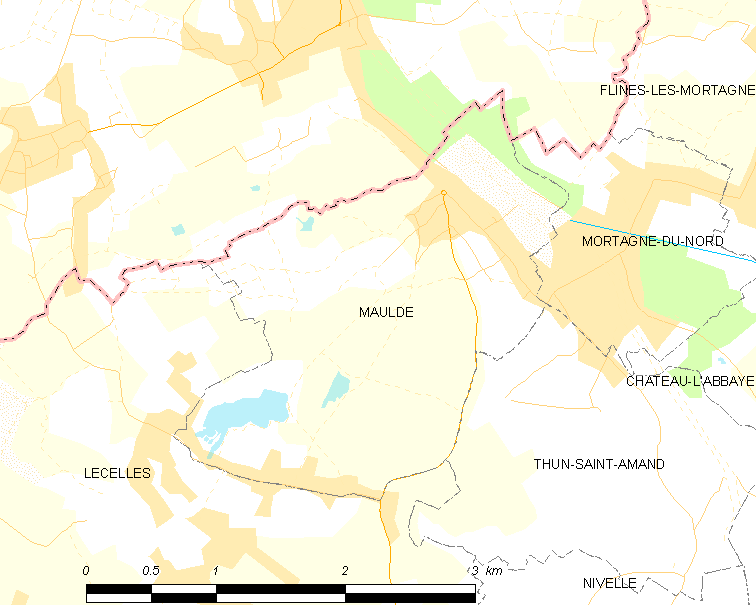
的OSM定位图

莫尔德的时区为UTC+01:00、UTC+02:00（夏令时）。

## 行政
莫尔德的邮政编码为59158，INSEE市镇编码为59393。

## 政治
莫尔德所属的省级选区为圣阿芒莱索县。

## 人口

1962-2008年间人口变化图示

莫尔德于2022年1月1日时的人口数量为955人。